# 佐藤市郎
佐藤 市郎（さとう いちろう、1889年（明治22年）8月28日 - 1958年（昭和33年）4月14日）は、日本の海軍軍人、歴史家。海兵36期首席・海大18期首席。最終階級は海軍中将。
男3兄弟の長男で弟二人が内閣総理大臣（岸信介・佐藤栄作）を務めるという特異な家族構成である。さらに大甥（岸の孫）には第90・96・97・98代内閣総理大臣の安倍晋三がいる。
佐藤の遺品は、郷里である山口県熊毛郡田布施町の田布施町郷土館（外部リンク）に収蔵・展示されている。

## 略歴
山口県熊毛郡田布施町に、父・佐藤秀助、母・茂世の長男として生まれた。
東京府立第四中学校を経て、海軍兵学校36期（同期には南雲忠一がいる）に入校した。兵学校在校中は満点に近い成績を残したため、兵32期首席の堀悌吉と共に「海軍始まって以来の秀才」と称される。ただし、佐藤の兵36期の卒業順位が「192人中2番」とされることがある（皇族である有栖川宮栽仁王が兵36期の「名目上の首席」とされる場合があるため）。実際は佐藤が兵36期の首席である。海軍大学校18期は首席で卒業した。
1918年海軍軍令部出仕、1920年よりフランス駐在、1923年に軍令部参謀、1927年のジュネーブ海軍軍縮会議には日本海軍を代表して参加した。
同じく1927年、連合艦隊先任参謀。翌年、軽巡「長良」艦長、翌年、再び海軍軍令部参謀。
1929年国際連盟常設軍事諮問委員会に帝国海軍代表、1930年ロンドン海軍軍縮会議全権委員随員、1932年海軍省教育局第一課長と順調に昇進、国際派で、軍令部勤務が長かった。
海軍大学校教頭を経て、1938年には海軍中将・旅順要港部令官（同年11月15日 - 翌1939年11月15日）となるが、翌年軍令部出仕の後、身体が弱かったこともあり、1940年に予備役に編入された。
上述のように稀に見る秀才だったとされるが、後に政界で活躍する弟2人と比較して政治との関わりは薄く、海軍では軍令畑を長く務め、中将で現役を去った。自身が東大の優等生であった岸信介は、「頭の良さから言うと兄の市郎、私、弟の栄作の順だが、政治力から言うと栄作、私、市郎と逆になる」と述べている。
井上成美（兵37期クラスヘッド）は、兵36期クラスヘッドである佐藤について聞かれ「つまらん」と一言で評したという。
その名前にあやかって息子に名付けた人もいた。兵学校で5期後輩の松永貞市が、息子に名付けた。68期の松永市郎である。その名前はさらに68期生の息子に受け継がれることになる。
勲一等旭日大綬章（1940年4月29日）。予備役編入後の1943年に『海軍五十年史』を執筆した。なお、市郎の没後に妻・多満と息子・信太郎が『佐藤市郎―軍縮会議回想録・その生涯』（1991年、私家版）を著している。この本は、佐藤市郎が参加した1927年のジュネーブ海軍軍縮会議（「壽府三国会議秘録」）、1930年のロンドン軍縮会議（「倫敦会議抜き書」）の二つの覚え書きを元にした回想録である。さらに2001年、信太郎の編による『父、佐藤市郎が書き遺した軍縮会議秘録』が文芸社から出版された。
戦後の1947年（昭和22年）、公職追放の仮指定を受けた。
佐藤の長女清子は、阿刀田令造（第二高等学校校長）の次男である阿刀田研二（東北大学名誉教授）の妻。

## 栄典・授章・授賞
- 1910年（明治43年）3月22日 - 正八位[8]
- 1915年（大正4年）2月10日 - 正七位[9]

## 系譜
佐藤家
```
　　　　　　　　　　　　　　　　　　　　┏昭和天皇━━━━━━━━━明仁上皇━━━━━━天皇
　　　　明治天皇━━━大正天皇━━━━━┫　　　
　　　　　　　　　　　　　　　　　　　　┗三笠宮崇仁親王━━━━━━寬仁親王
　　　　　　　　　　　　　　　　　　　　　　　　　　　　　　　　　　　┃　　　　　┏彬子女王 
　　　　　　　　　　　　　　　　　　　　　　　　　　　　　　　　　　　┣━━━━━┫
　　　　　　　　　　　　　　　　　　　　　　　　　　　　麻生太賀吉　　┃　　　　　┗瑶子女王
　　　　　　　　　　　　　　　　　　　　　　　　　　　　　　　┃　　┏信子
　　　　　　　　　　　　　　　　　　　　　　　　　　　　　　　┣━━┫
　　　　　　　　　　　　　　　　　　　　　　　　　　　　　　　┃　　┗麻生太郎━━将豊
　　　　　　　　　　　　　　　　　　　　　　　　　　　　　　┏和子　
　　　　　　　　　　　　　　　　　　　　　　　吉田茂━━━━┫
　　　　　　　　　　　　　　　　　　　　　　　　　　　　　　┗桜子
　　　　　　　　　　　　　　　　　　　　　　吉田祥朔　　　　　┃
　　　　　　　　　　　　　　　　　　　　　　　　┣━━━━━吉田寛
　　　　　　　　　　　　　　　　　　　　　　　┏さわ
　　　　　　　　　　　　　　　　　　　　　　　┃　　　　　　┏寛子（栄作夫人）
　　　　　　　　　　　　　　　　　　　　　　　┣佐藤松介━━┫
　　　　　　　　　　　　　　　　　　　　　　　┃　　　　　　┗正子
佐藤信孝━━佐藤信立━━佐藤信寛━━佐藤信彦━╋佐藤寛造　
　　　　　　　　　　　　　　　　　　　　　　　┃　　
　　　　　　　　　　　　　　　　　　　　　　　┃　　　阿刀田令造━━阿刀田研二
　　　　　　　　　　　　　　　　　　　　　　　┃　　　　　　　　　　　┃
　　　　　　　　　　　　　　　　　　　　　　　┃　　　　　　　　　　　┃
　　　　　　　　　　　　　　　　　　　　　　　┣池上作造　　　　┏━清子　　　　　　　　　　　　　┏寛人
　　　　　　　　　　　　　　　　　　　　　　　┃　　　　　　　　┃　　　　　　　　　　┏安倍寛信━┫
　　　　　　　　　　　　　　　　　　　　　　　┗茂世　　　　　　┃　　　　安倍晋太郎　┃　　　　　┗万莉子
　　　　　　　　　　　　　　　　　　　　　　　　┃　　　　　　　┃　　　　　┃　　　　┣安倍晋三
　　　　　　　　　　　　　　　　　　　　　　　　┣━┳佐藤市郎━┫　　　　　┣━━━━┫　　　　┏信千世
　　　　　　　　　　　　　　　　　　　　　　　　┃　┃　　　　　┗信太郎　　┃　　　　┗岸信夫━┫
　　　　　　　　　　　　　　　　　　　　　　　　┃　┃　　　　　　　　　　　┃　　　　　　　　　┗智弘
　　　　　　　　　　　　　　　　　　　　　┏佐藤秀助┣岸信介━━━━━━━━洋子
　　　　　　　　　　　　　　　　　　　　　┃　　　　┃
　　　　　　　　　　　　　　　　　　　　　┃　　　　┃　　　　　┏佐藤龍太郎━━佐藤栄治
　　　　　　　　　　　　　　　　岸要蔵━━┫　　　　┗佐藤栄作━┫
　　　　　　　　　　　　　　　　　　　　　┃　　　　　　　　　　┃
　　　　　　　　　　　　　　　　　　　　　┃　　　　　　　　　　┗佐藤信二
　　　　　　　　　　　　　　　　　　　　　┗岸信政━━良子
　　　　　　　　　　　　　　　　　　　　　　　　　（信介夫人）　　

```